# Economía de Samoa

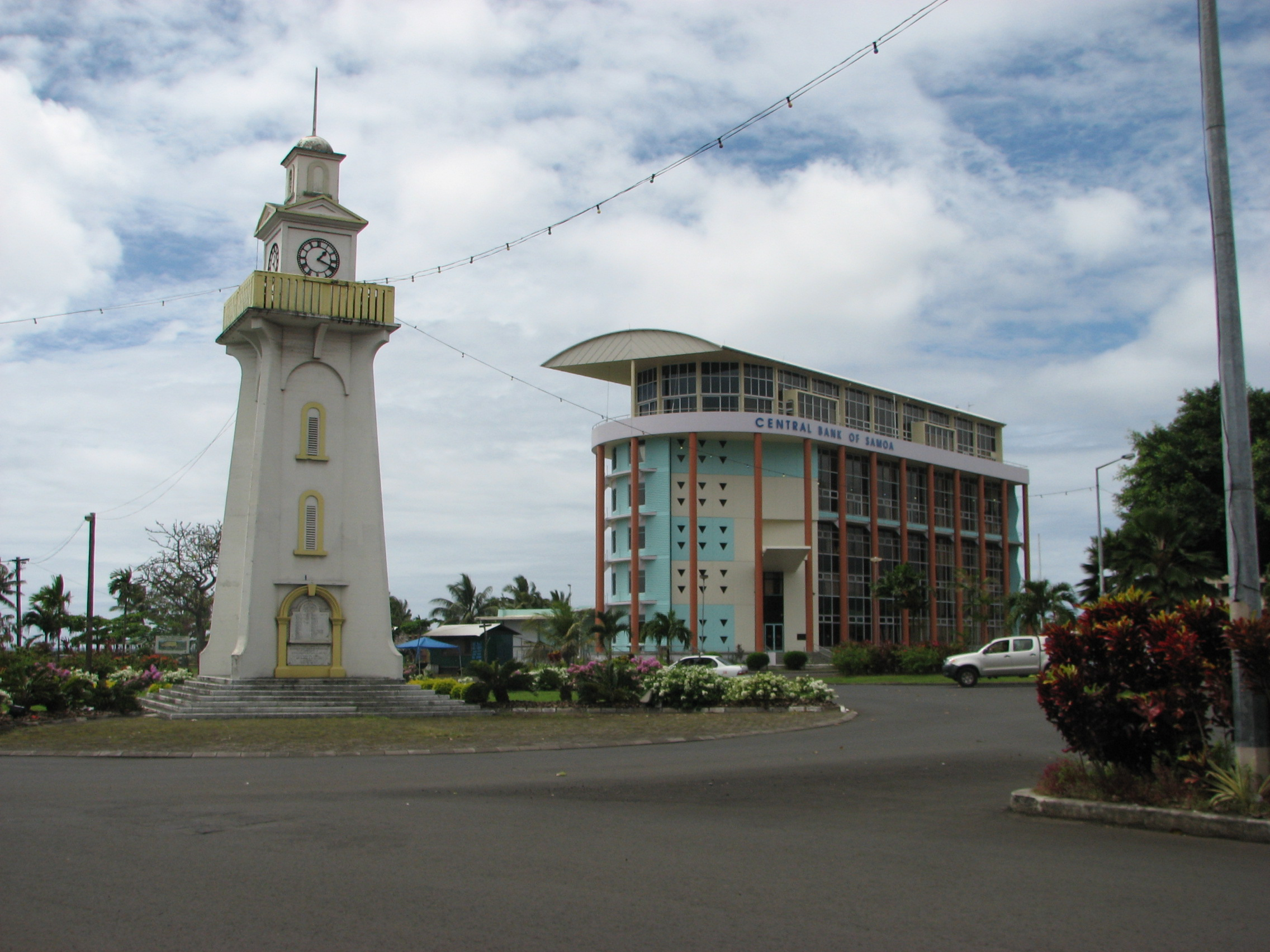
Banco Central de Samoa (2009)

La economía de Samoa siempre ha sido dependiente de las exportaciones agrícolas y de las divisas enviadas por sus nacionales, así como de la ayuda exterior. Dos tercios de la población se dedica a la agricultura, siendo la actividad más importante la exportación de copra y de aceite de coco y otros derivados de la misma planta.
El sector industrial está dedicado casi en su integridad a la transformación de productos agrícolas. El sector más en auge es el del turismo, que en la actualidad ofrece empleo a un 20% de la población.
Los daños causados por dos ciclones a principios de la década de los 1990s causaron importantes daños en la infraestructura agrícola y turística del país, reduciendo el PIB en un 50%. Junto a ello, una grave afección de las plantaciones de taro, principal producto exportador de mediados de los 90s, agravaron la crisis financiera. La ayuda internacional se recibió de Estados Unidos, Australia y Nueva Zelanda, con el compromiso de efectuar ajustes en la política económica. Así, el FMI recomendó una reestructuración del sector financiero y una diversificación de la actividad económica, así como un aumento de las potencialidades que suponía el turismo.
La nueva política permitió al país alcanzar los 14,5 millones de $ USA en 2001 por ingresos del turismo, llegando a conformar el 55% de la riqueza nacional, e introducir de manera más extensiva el cultivo de coco, aprovechando para la exportación todos sus derivados. La diversificación del destino de las exportaciones, desconcentrándolas de Nueva Zelanda y Australia, ha permitido entrar en los mercados asiáticos, americano, y algo en el europeo.
Siguiendo las indicaciones del FMI y del Banco Mundial, Samoa ha mejorado su estructura financiera permitiendo la entrada de socios bancarios extranjeros y controlando la inflación.
DATOS ECONÓMICOS BÁSICOS
- PIB - Producto Interior Bruto (2001): 245 millones de $ USA.
- PIB - Per capita: 1400 $ USA.
- Inflación media anual: 4%.
- Deuda externa aprox.: 199 millones de $ USA.
- Importaciones: 130 millones de $ USA.
- Exportaciones: 14 millones de $ USA.

Estructura del PIB en 2002:
Distribución por sectores económicos del PIB total:
Agricultura, Silvicultura y Pesca: 14.5%.
Industria: 26%.
Industrias manufactureras y minería:---.
Servicios y construcción: 59.5%.
- Tasa de desempleo: 2.4%.
- Principales países clientes: Estados Unidos, Australia e Indonesia.
- Principales países proveedores: Australia, Estados Unidos y Nueva Zelanda.